# Marathon van Honolulu 2005
De marathon van Honolulu 2005 vond plaats op 11 december 2005 in Honolulu. Dit is de 33e editie van de marathon van Honolulu.
De wedstrijd bij de mannen werd gewonnen door Jimmy Muindi in 2:12.00. Hij won hiermee $ 20.000 aan prijzengeld. De Russische Alesya Nurgalyeva won de wedstrijd bij de vrouwen in 2:30.24 en streek hiermee eveneens $ 20.000 aan prijzengeld op.
In totaal finishten er 24.219 marathonlopers, waarvan 12.763 mannen en 11.456 vrouwen.

## Uitslagen

### Mannen
| rang   | naam              | land | tijd    |
| ------ | ----------------- | ---- | ------- |
| Goud   | Jimmy Muindi      | KEN  | 2:12.00 |
| Zilver | Mbarak Hussein    | KEN  | 2:15.06 |
| Brons  | Eric Nzioki       | KEN  | 2:16.24 |
| 4      | Solomon Wachira   | KEN  | 2:23.23 |
| 5      | Nobuhiko Chiba    | JPN  | 2:27.32 |
| 6      | Kaito Iwagama     | JPN  | 2:28.53 |
| 7      | Junichi Kawabata  | JPN  | 2:30.23 |
| 8      | Kenichi Shirakata | JPN  | 2:30.44 |
| 9      | Nagamasa Taira    | JPN  | 2:31.25 |
| 10     | David Mutua       | KEN  | 2:33.22 |

### Vrouwen
| rang   | naam               | land | tijd    |
| ------ | ------------------ | ---- | ------- |
| Goud   | Olesya Nurgalieva  | RUS  | 2:30.24 |
| Zilver | Eri Hayakawa       | JPN  | 2:32.59 |
| Brons  | Alevtina Ivanova   | RUS  | 2:38.17 |
| 4      | Elena Nurgalieva   | RUS  | 2:38.50 |
| 5      | Ljoebov Morgoenova | RUS  | 2:40.47 |
| 6      | Ogawa Nina         | JPN  | 2:41.27 |
| 7      | Mari Tanigawa      | JPN  | 2:47.14 |
| 8      | Atsuko Sugawara    | JPN  | 2:55.51 |
| 9      | Mitsuko Hirose     | JPN  | 2:57.04 |
| 10     | Kazuyo Nagayama    | JPN  | 2:58.45 |

1973 ·
1974 ·
1975 ·
1976 ·
1977 ·
1978 ·
1979 ·
1980 ·
1981 ·
1982 ·
1983 ·
1984 ·
1985 ·
1986 ·
1987 ·
1988 ·
1989 ·
1990 ·
1991 ·
1992 ·
1993 ·
1994 ·
1995 ·
1996 ·
1997 ·
1998 ·
1999 ·
2000 ·
2001 ·
2002 ·
2003 ·
2004 ·
2005 ·
2006 ·
2007 ·
2008 ·
2009 ·
2010 ·
2011 · 
2012 · 
2013 ·  
2014 ·  
2015 ·  
2016 ·  
2017